# Psittacanthus rotundatus
Psittacanthus rotundatus är en tvåhjärtbladig växtart som beskrevs av Kuijt. Psittacanthus rotundatus ingår i släktet Psittacanthus och familjen Loranthaceae. Inga underarter finns listade i Catalogue of Life.